# Mario Bava
Mario Bava (ur. 31 lipca 1914 w San Remo; zm. 27 kwietnia 1980 w Rzymie) – włoski reżyser, scenarzysta i operator filmowy, kojarzony głównie z kinem grozy. 
Syn Eugenio Bavy, ojciec Lamberto Bavy.
Uważany jest za jednego z najwybitniejszych twórców włoskiego horroru. Przyczynił się znacznie do rozwoju nurtu giallo, kręcąc takie filmy jak Sześć kobiet dla zabójcy, Krwawy obóz czy La Ragazza che sapeva troppo. Popularnym tytułem Bavy jest Dom egzorcyzmów, oniryczny horror z 1973 roku. Tworzył również klasyczne obrazy grozy, jak Black Sabbath z Borisem Karloffem. Był autorem scenariuszy, zdjęć i efektów specjalnych do większości swoich filmów.

## Wybrana filmografia
Reżyseria
- 1959: Bitwa pod Maratonem (La battaglia di Maratona)
- 1960: Maska szatana (La maschera del demonio)
- 1961: Herkules w świecie przeklętych (Ercole al centro della terra)
- 1964: Sześć kobiet dla zabójcy (Sei donne per l'assassino)
- 1971: Krwawy obóz (Reazione a catena)
- 1973: Dom egzorcyzmów (Lisa e il diavolo)